# Alfredo del Aguila
Alfredo del Águila Estrella (Città del Messico, 3 gennaio 1935 – Città del Messico, 26 luglio 2018) è stato un calciatore messicano, di ruolo attaccante.

## Carriera
Con la Nazionale messicana ha preso parte ai Mondiali 1962.